# Bundesgartenschau 2021
Die Bundesgartenschau 2021 fand vom 23. April bis zum 10. Oktober 2021 in Erfurt statt. Nach der Bundesgartenschau 2007 in Gera und Ronneburg war sie die zweite Bundesgartenschau im Freistaat Thüringen. Hauptausstellungsflächen waren der Egapark und der Petersberg (Erfurt) mit der Zitadelle Petersberg. Die Ausstellungsfläche betrug 430.000 m².

## Geschichte
Erfurts Geschichte ist eng mit dem Gartenbau verbunden. Schon Martin Luther bezeichnete die Stadt als „des Heiligen Römischen Reiches Gärtner“.
Im 19. und 20. Jahrhundert sorgten Unternehmen wie Kakteen-Haage, Christoph Schmidt, Ernst Benary, Heinemann und N.L. Chrestensen schließlich für Erfurts internationale Bekanntheit als „Blumenstadt“.
Eine erste Internationale Land- und Gartenbauausstellung fand in Erfurt vom 9. bis 17. September 1865 statt. Die „Allgemeine deutsche Ausstellung von Produkten des Land- und Gartenbaues“ lockte über 30.000 internationale Gäste nach Erfurt und gilt als „Ur-Buga“.
Es folgten 1876 die „Allgemeine deutsche Gartenbauausstellung“, 1902 die „Gartenbauausstellung zu Erfurt“, 1950 die Gartenschau „Erfurt blüht“ und 1955 die „Samenexport- und Gartenbauausstellung“. Letztere legte den Grundstein für die 1961 eröffnete „Internationale Gartenbauausstellung der sozialistischen Länder“ (iga), die größte und bedeutendste Veranstaltung dieser Art in der DDR und im Ostblock. Sie wurde nach 1990 in den kommunalen egapark umgewandelt.

## Hauptausstellungsflächen

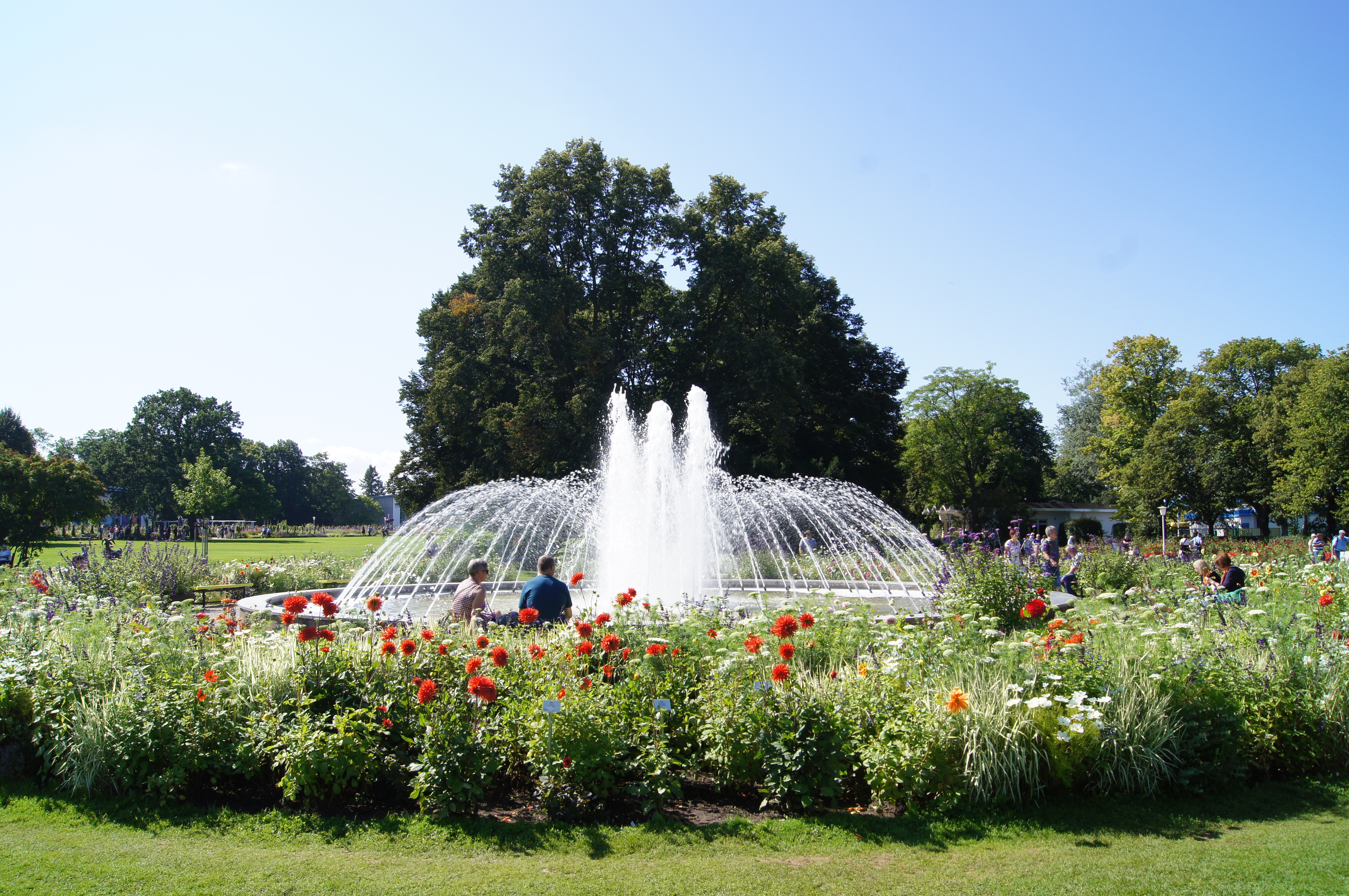
Springbrunnen im egapark

### egapark
Der egapark gilt als schönster und größter Garten in Thüringen. Das Gartendenkmal im Stil der Bauhaus-Moderne bietet zur Bundesgartenschau 2021 eine Vielfalt an über 50 Themen- und Schaugärten und 23 Blumenhallenschauen auf 36 Hektar Fläche.  In den Ausstellungen und Wettbewerben zeigen die gärtnerischen und landschaftsgärtnerischen Berufsstände die Bandbreite ihres Könnens. Neu gestaltete Themengärten geben Pflanzinspirationen, zeigen Neuzüchtungen und regen zum Nachmachen an. Unter anderem werden Dahlien, Pelargonien, Rhododendren, Begonien, Fuchsien und Stauden gezeigt. Ausstellungsbeiträge wie die Gartenideen, der Beitrag „Grabgestaltung und Denkmal“ oder der Gärtnermarkt schaffen zusätzliche Attraktionen.

### Petersberg

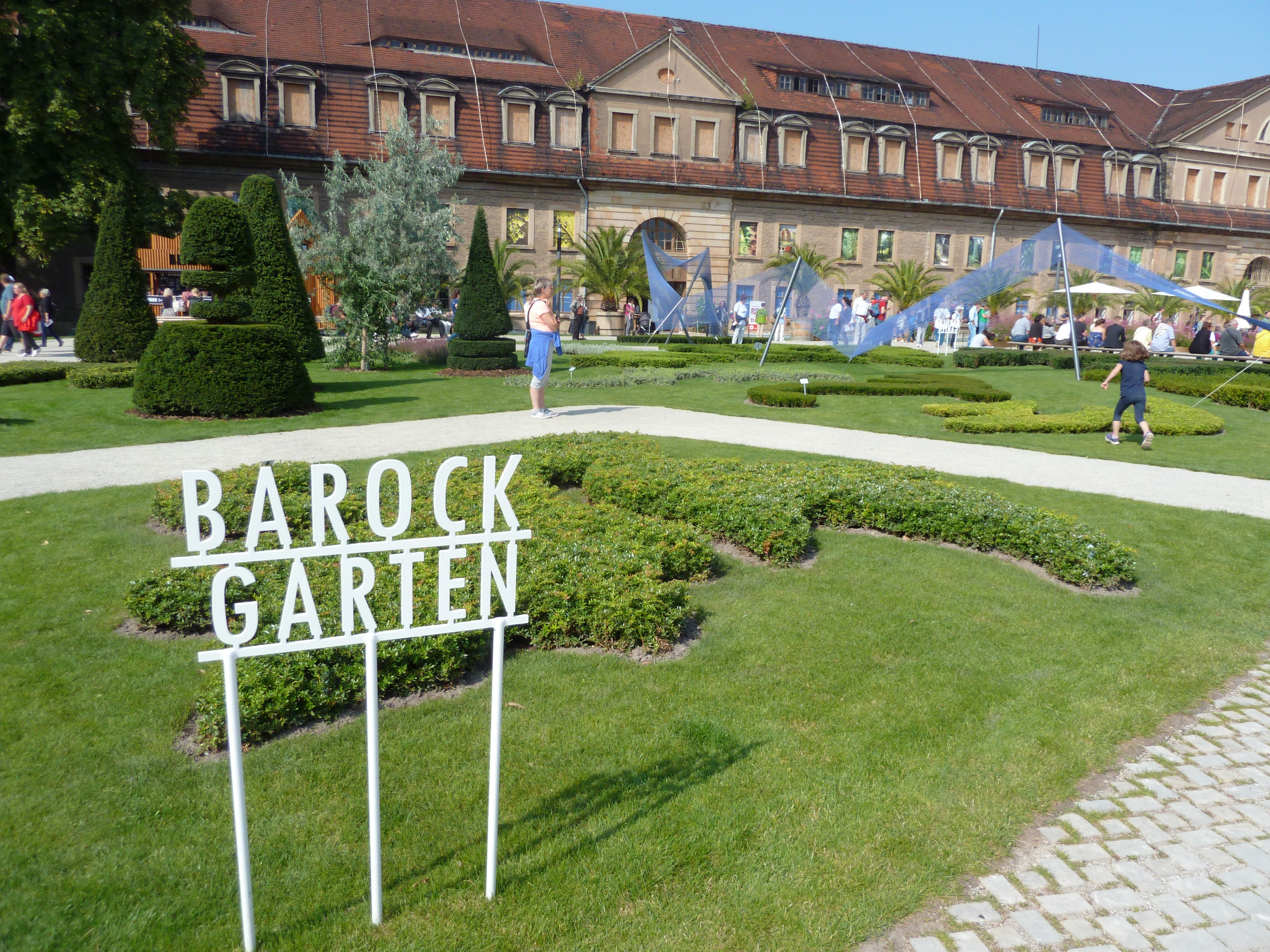
Barockgarten und Obere Kaserne auf dem Petersberg

Der zweite Standort der Bundesgartenschau ist der Petersberg, welcher die gärtnerische Zeitgeschichte vor historischer Kulisse zeigt. Die Zitadelle Petersberg zählt zu den größten und besterhaltenen Stadtfestungen Europas. Auf dem Plateau vor der Peterskirche wachsen zur Bundesgartenschau ‘Erfurter Zwerg’, ‘Erfurter Riese’ Puffbohne, und Waid und leiten die Besucher durch die verschiedenen Gartenepochen. In Anlehnung an die Historie des Petersbergs gibt ein mittelalterlicher Küchengarten Einblick in den Wissensschatz der Nonnen und Mönche zu Heil-, Kräuter- und Küchenpflanzen. Die Tradition der Erfurter Gartenbaukultur wird im Festungsgraben gezeigt mit historischen Gemüse- und Blumenzüchtungen vorgestellt. Es werden althergebrachte Färber-, Kräuter- und Arzneipflanzen sowie klassische Obst-, Gemüse- und Zierpflanzen gezeigt.

## Außenstandorte
Die Bundesgartenschau hat 25 Außenstandorte. 24 davon befinden sich in Thüringen; einer ist in Sachsen-Anhalt.
- Apolda – Herressener Promenade und Paulinenpark
- Bad Langensalza – Gärten
- Bad Liebenstein – Schloss Altenstein
- Bendeleben – Barockdorf
- Camposanto (Buttstädt)
- Dornburg-Camburg – Dornburger Schlossgärten
- Ebeleben – Barocker Schlossgarten
- Erfurt – Schloss Molsdorf
- Schloss und Park Ettersburg
- Gotha
- Fürstlich Greizer Park
- Großkochberg – Schloss Kochberg
- Jena – Grüne Flusslandschaft „JenaSaaleParadies“
- Schloss Kromsdorf
- Mühlhausen/Thüringen – Neuer Friedhof
- Nordhausen – Park Hohenrode
- Saalburg-Ebersdorf – Landschaftspark Ebersdorf
- Saalfeld/Saale – Bergfried-Park
- Sangerhausen – Europa-Rosarium
- Weimar
  - Schloss Tiefurt
  - Garten am Kirms-Krackow-Haus
  - Historischer Friedhof Weimar
  - Landgut Holzdorf (Weimar)
  - Park an der Ilm mit Goethes Garten am Stern
  - Belvedere (Weimar)

## Stadtentwicklung

### Geraaue
Im Rahmen der Buga 2021 wurde der zu Erfurt gehörende Teil der Geraaue entwickelt. Entstanden ist ein 5 km langes und mehrere hundert Meter breites Band durch den Erfurter Norden. Mit einer Größe von rund 60 ha ist sie der größte innerstädtische Landschaftspark Thüringens. Der neue Gera-Radweg bildet den durchgängigen Hauptweg der Gera-Aue. Er ist Teil des überregionalen Gera-Radwegs und wird nur an einer Stelle von einer Straße gekreuzt. Der Eintritt zur Geraaue war frei. Die Geraaue kann in 8 Parks unterteilt werden.

#### Kilianipark
Der Kilianipark befindet sich in Gispersleben bildet das nördliche Ende der Geraaue. Er ist durch einen wertvollen Altbaumbestand geprägt. Im Rahmen der Umbaumaßnahmen soll ein neuer Spielplatz entstehen und Plätze und Wege werden erneuert. Des Weiteren sollen 37 Bäume, über 1.000 Sträucher und 10.000 Frühblüher gepflanzt werden. Das Wehr Gispersleben soll zurückgebaut werden. Die Bauarbeiten am Kilianipark sind die letzten im Rahmen der Gera-Aue und sollten mit Eröffnung der Buga abgeschlossen sein. Aktuell (Stand August 2021) dauern die Bauarbeiten jedoch noch an.

#### Neuer Park am ehemaligen Heizkraftwerk
Das ehemalige und nun vollständig beräumte Industriegebiet grenzt im Norden an den Kilianipark und im Süden an die Parkanlage Geraaue. 2015 wurde das alte Gisperslebener Heizkraftwerk abgerissen. 2017 wurde das Areal an die Stadt Erfurt übergeben und mit der Planung begonnen. Bis Dezember 2020 entstand eine sanfte Hügellandschaft mit Auenwäldchen, Flussbänken und Mäandern. Der Park ist besonders für Rollstuhlfahrer attraktiv: Neben einem Inklusionsspielplatz und einem Rollstuhlkarussel wurde eine Trampolinlandschaft geschaffen, die auch zum Teil von Rollstuhlfahrern genutzt werden kann. Im Süden des Parks entstand ein Fitnessparcours sowie ein neuer Zugang über den Mühlgraben. Insgesamt wurden 5.800 Stauden und 40.000 Geophyten in dem Areal gepflanzt.

#### Parkanlage Geraaue
Die Parkanlage Geraaue, der größte der acht Teilbereiche, befindet sich im Stadtteil Moskauer Platz (Erfurt) und schließt im Süden an den Neuen Park am ehemaligen Heizkraftwerk an. Im Süden grenzt der Park an die Straße der Nationen, über welche eine neu gebaute Fuß- und Radwegbrücke an den Wohngebietspark Rieth anschließt. Die Bauarbeiten in diesem Bereich der Geraaue begannen Mitte 2019 und sollten im April 2021 abgeschlossen sein. Es wurden die in die Jahre gekommenen Grünanlagen und Wege überarbeitet und umgestaltet. Der vorhandene Abenteuerspielplatz und Bolzplatz ist überarbeitet und durch eine Streetballanlage ergänzt worden. Ein alter Sportplatz wurde zurückgebaut und zwei Spielplätze wurden durch einen neuen ersetzt. Im Norden des Parks entstand ein Baseballfeld, welches auch von örtlichen Vereinen genutzt werden kann. Am westlichen Rand entstanden die Geraterrassen, welche den Übergang von den Wohngebieten zur Geraaue und dem neu angelegten Auenteich bilden. Am östlichen Rand befindet sich eine Fußgängerpromenade.
Der 10.000 Quadratmeter und bis zu 2,5 Meter tiefe Auenteich ist die größte Änderung in diesem Bereich der Geraaue. Gespeist wird er von der Wasserkraftanlage der Thüringer Fernwasserversorgung mit Wasser der Talsperren Schmalwasser und Tambach-Dietharz. Aufgrund der niedrigen Wassertemperatur von 10 bis 12 Grad Celsius ist der Teich nicht als Badegewässer ausgeschrieben. Es wird angenommen, dass der Teich die Temperatur im Stadtteil im Sommer um einige Grad senken wird. Das an den Teich angrenzende Gebäude des Jugendclubs wurde saniert. In einen Teil des Gebäudes zieht ein Café ein. Am Rande des Teiches entsteht außerdem ein Schauwasserkraftwerk, welches jährlich Strom für 4.000 Haushalte liefern soll. Ein großes Sichtfenster ermöglicht Besuchern, die Anlage zu beobachten. Das Kraftwerk wird durch das Wasser der Talsperren angetrieben.

#### Wohngebietspark Rieth
Der vorhandene Wohngebietspark Rieth ist in seiner Struktur erhalten geblieben. Erweitert wurde er im Süden durch die Fläche des ehemaligen Sportplatz Karl Specht. Ähnlich wie in der Gera-Aue bilden die neu angelegten Geraterrassen im Westen den Übergang von Wohngebiet zu Park. Am östlichen Rand ist eine Fußgängerpromenade. Alle drei vorhandenen Spielplätze blieben erhalten. Baubeginn des Parks war Anfang 2020.
Im Süden grenzt der Park an die Warschauer Straße, auf der anderen Seite der Straße befindet sich der Park Warschauer Straße. Es war zunächst eine Unterquerung der Warschauer Straße entlang des Flusses Gera geplant, welche aber bis April 2021 nicht realisiert werden konnte. Somit bildet diese Stelle eine der zwei Straßenüberquerungen der Geraaue und des Gera-Radwegs. Seit Oktober 2020 wird an der Überquerung gearbeitet.

#### Park Warschauer Straße
Der Park Warschauer Straße ist eine Engstelle in der Geraaue. Er wird begrenzt durch die Radrennbahn Andreasried, einen Parkplatz und ein Wohngebiet. Durch das Zurückbauen einer Garagenanlage und deren Anliegerstraße wurde Land gewonnen, auf welchem ein Spielplatz errichtet wurde. Der Bolzplatz am westlichen Rand bleibt erhalten. Der Außenbereich der Radrennbahn wurde ebenfalls umgestaltet. Die Bauarbeiten in diesem Abschnitt haben Mitte 2020 begonnen und werden voraussichtlich im April 2021 abgeschlossen sein.

#### Neuer Park an der ehemaligen Kläranlage
Der auch Klärchen genannte Park grenzt im Süden an den Nordpark und im Norden an die Riethstraße. Hier befindet sich der zweite Straßenübergang für Fußgänger und Radfahrer. An der Stelle des Parks wurde 1909–1911 eine für 120.000 Einwohner konzipierte Kläranlage gebaut. Von 1921 bis 1930 musste sie wegen steigender Bevölkerungszahlen bereits erweitert werden. Anfang der 1970er Jahre befand sich die Kläranlage bereits mitten im umbauten Wohngebiet, was eine weitere Erweiterung unmöglich machte. Als die Umweltbelastung zu groß wurde, wurde sie schließlich 1983–1985 stillgelegt und ab 1993 abgerissen. 2004 verschwand das letzte Teil der Anlage. Bis zum Baubeginn Mitte 2019 war die Fläche eine Brache, die eingezäunt und durch eine steile Böschung geprägt war. Diese wurde in ein Terrassenufer mit Sitzsteinen aus Granit und hölzernen Sitzliegen umgewandelt. Im oberen Bereich entstanden ein Picknickplatz mit Grills, Panoramaschaukeln, ein Beachvolleyballfeld und ein Kleinkinderspielplatz. Zusätzlich wurden fast 30 Fahrradbügel und ein Trinkbrunnen aufgestellt. Der Park soll zum Treffpunkt für Fahrradfahrer entlang des Gera-Radwegs werden. In Zukunft sollen Open-Air-Veranstaltungen auf dem amphitheatralischen Gelände des Terrassenufers stattfinden. Die Bauarbeiten wurden Anfang 2021 beendet.

#### Nordpark
Der Nordpark entstand 1923–1925, nachdem der Bereich 1910 durch eine Umleitung des Flusses Gera trockengelegt wurde. Zeitgleich wurde das Nordbad eröffnet, welches auch heute noch existiert. 1970 wurde der Park erweitert. An dem denkmalgeschützten Park selbst wurde wenig verändert. Einige schadhafte Wege- und Platzbeläge, Gehölze, Pflanzungen und Ausstattungselemente wurden erneuert. Außerdem wurde der Straßenverkehr aus dem Parkzentrum geholt, indem die Auenstraße in einen Parkweg umgewandelt und die Stellplätze für das Nordbad an den Parkrand verlegt wurden. Am östlichen Rand des Parks entstanden zwei Spielplätze, ein Multifunktionsspielfeld, ein Erholungsbereich sowie eine Skateanlage.

#### Garnisonslazarett
Das Garnisonslazarett wurde 1894–1896 erbaut und steht unter Denkmalschutz. Es dient als barrierefreie Verbindung von Nordhäuser Straße und Nordpark und ist somit der südliche Eingang der Geraaue. Es wurde in Anlehnung an die historische Situation ein Lazarettgarten geschaffen, welcher den Besuchern als ruhiger Rückzugsort dienen soll. Der alte Baumbestand ist erhalten geblieben. Baubeginn war Ende 2020.
Für das Garnisonslazarett wird langfristig eine Nutzung als Kulturquartier angestrebt.

### Parkplatzkomplex an der Messe
Mitte 2020 entstand am westlichen Stadtrand Erfurts zwischen Hochheim und Schmira ein Parkplatz mit 375 PKW-, 48 Caravan- und 51 Reisebus-Stellplätzen. Der Parkplatz soll nicht nur für die Bundesgartenschau dienen, sondern darüber hinaus auch für Messen und Großveranstaltungen wie den Erfurter Weihnachtsmarkt, bei dem jährlich Autos und vor allem Reisebusse große Flächen an Parkplätzen in der Innenstadt beanspruchten. Des Weiteren soll mit der Nähe zur Endhaltestelle der Stadtbahnlinie 2 die begrenzte Park-and-Ride Kapazität in Erfurt dauerhaft erweitert werden. Es entstanden zusätzlich ein Multifunktionsgebäude mit sanitären Anlagen und Informationen für Camper und Busfahrer sowie ein Regenrückhaltebecken. Im Rahmen der Baumaßnahmen wurden angrenzende Straßen und Kreuzungen erneuert sowie ein modernes Verkehrsleitsystem geschaffen, welches unter anderem die Car2x Technologie unterstützt.

### Anderes

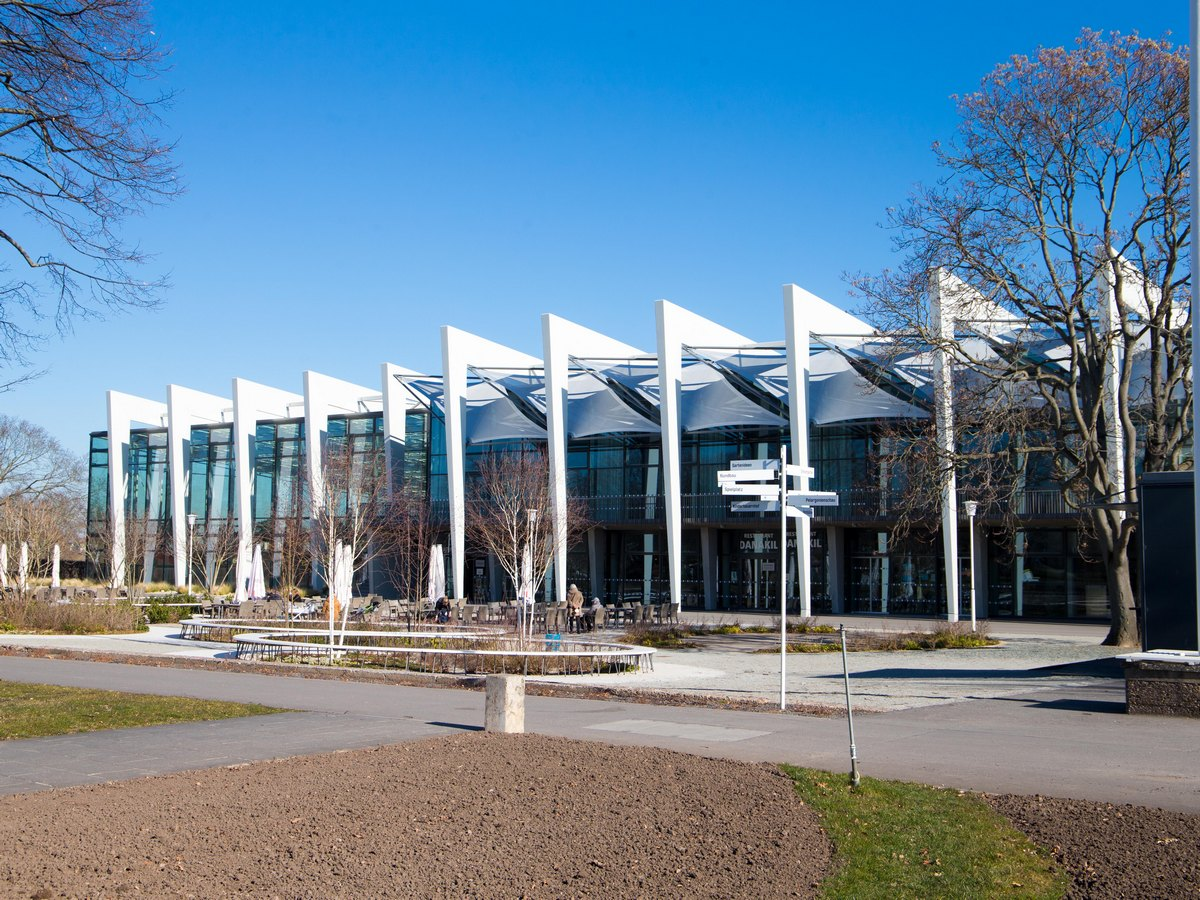
Danakil

Über das gesamte Stadtgebiet verteilt wurden im Rahmen der Buga einige Straßen und Plätze erneuert. Im Innenstadtgebiet wurden begrünte Bänke aufgestellt.
Der barrierefreie Zugang zum Petersberg, der Bastionskronenpfad sowie das Petersberg Entreé als Infopunkt und die Peterskirche als Veranstaltungsort bleiben den Erfurtern erhalten. Die Buga hat zudem die Diskussion über ein Thüringenmuseum in der Defensionskaserne auf dem Petersberg angestoßen.
Ebenfalls erhalten, allerdings nicht kostenlos zugänglich, bleiben Umbaumaßnahmen auf dem egapark, wie der renovierte Südeingang, der Rosengarten und das Wüsten- und Urwaldhaus Danakil.

## Verkehr
Die Stadtbahnlinie 2 fungiert als „Buga-Linie“ und verbindet im 10-Minuten-Takt die beiden Ausstellungsflächen egapark und Petersberg mit Erfurt Hauptbahnhof und dem neu angelegten Parken und Reisen an der Messe Erfurt. Auch an den meisten anderen Stadtbahn-Endhaltestellen gibt es Park-and-Ride-Plätze. Alle Stadtbahnlinien kreuzen sich im Stadtzentrum. Die Eintrittskarte für die Bundesgartenschau gilt gleichzeitig als Fahrschein. Im Laufe der Buga sollen die neuen überlangen Tramlink-Straßenbahnen auf der Buga-Linie eingesetzt werden.
Der Anfang der Gera-Aue ist etwa 20 Gehminuten vom Petersberg entfernt. Die Stadtbahnlinien 3 und 6 verkehren ab der Haltestelle Baumerstraße entlang der Gera-Aue.

## Philatelistisches
Zur Bundesgartenschau in Erfurt gab die Deutsche Post AG mit dem Erstausgabetag 1. April 2021 ein Sonderpostwertzeichen im Nennwert von 80 Eurocent heraus. Der Entwurf stammt vom Grafikbüro 2xGoldstein in Rheinstetten.